# Алвеслохе
Алвеслохе (њем. Alveslohe) општина је у њемачкој савезној држави Шлезвиг-Холштајн. Једно је од 95 општинских средишта округа Зегеберг. Према процјени из 2010. у општини је живјело 2.594 становника. Посједује регионалну шифру (AGS) 1060002, NUTS (DEF0D) и LOCODE (DE AVL) код.

## Географија
Алвеслохе се налази у савезној држави Шлезвиг-Холштајн у округу Зегеберг. Општина се налази на надморској висини од 28 метара. Површина општине износи 21,6 km².

## Становништво
У самом мјесту је, према процјени из 2010. године, живјело 2.594 становника. Просјечна густина становништва износи 120 становника/km².